# STS-89
STS-89 foi uma missão do programa do ônibus espacial, realizada pela tripulação da nave Endeavour entre os dias 22 de janeiro e 31 de janeiro de 1998, a espaçonave acoplou com a estação orbital russa Mir. Ela foi a oitava de nove missões planejadas para Mir, e a quinta envolvendo uma troca de astronautas dos Estados Unidos. A missão planejava trazer Wendy Lawrence de volta à Terra, mas o astronauta David Wolf, que estava na estação orbital desde setembro de 1997, acabou sendo trazido de volta. Ele foi substituído pelo astronauta Andrew Thomas, que ficou lá até a missão STS-91. Durante a missão, mais de 3 toneladas de experimentos, equipamento e mantimentos foram trocadas entre as duas espaçonaves.

## Tripulação
| Posição                  | Tripulante       | Duração          | Pousou na |
| ------------------------ | ---------------- | ---------------- | --------- |
| Comandante               | Terrence Wilcutt | 8d 19h 46m 54s   | STS-89    |
| Piloto                   | Joe Edwards Jr.  | 8d 19h 46m 54s   | STS-89    |
| Especialista de missão 1 | James Reilly     | 8d 19h 46m 54s   | STS-89    |
| Especialista de missão 2 | Michael Anderson | 8d 19h 46m 54s   | STS-89    |
| Especialista de missão 3 | Bonnie Dunbar    | 8d 19h 46m 54s   | STS-89    |
| Especialista de missão 4 | Salijan Sharipov | 8d 19h 46m 54s   | STS-89    |
| Tripulante da Mir        | Andrew Thomas    | 140d 15h 12m 02s | STS-91    |

### Trazido da Mir

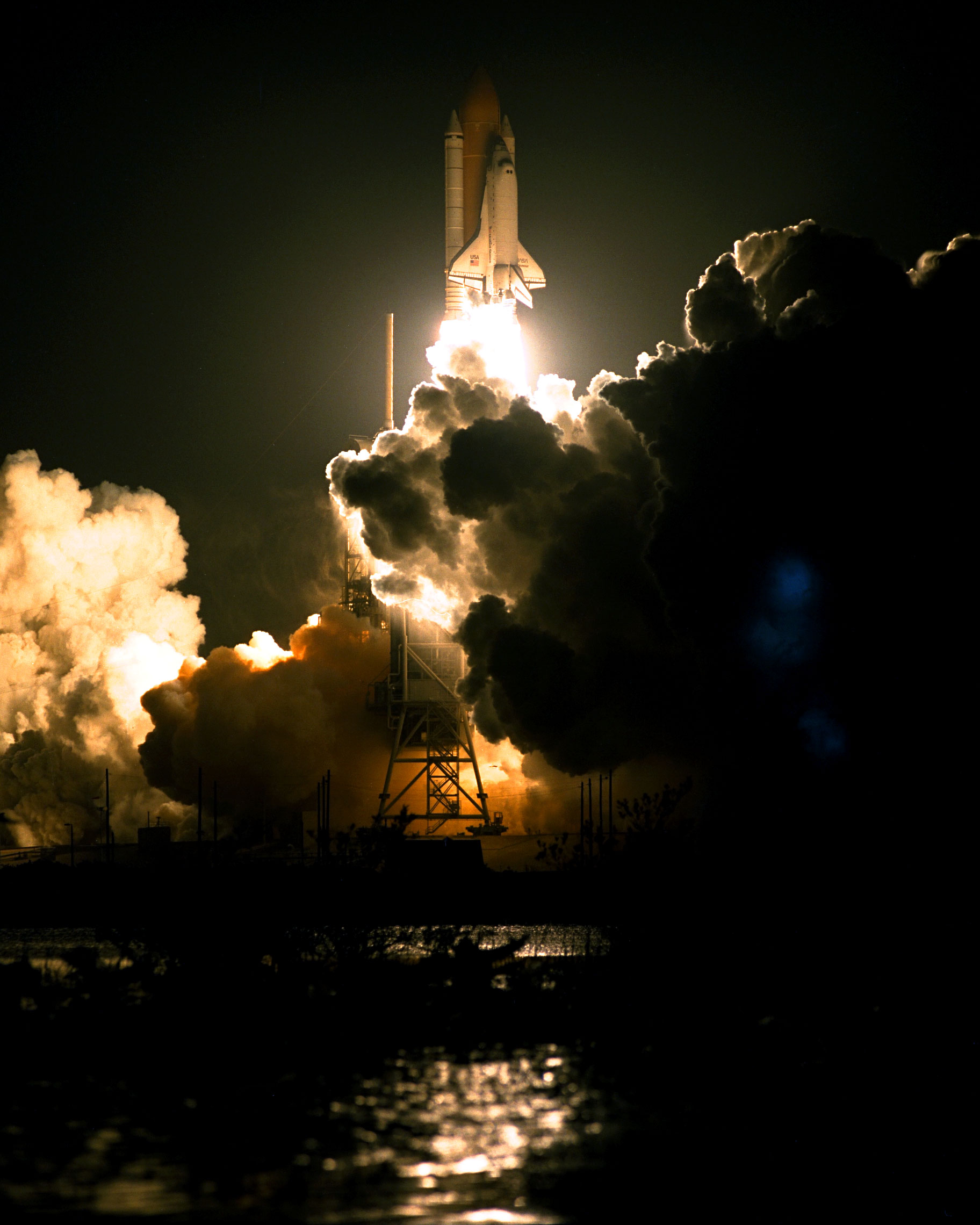
Lançamento da missão STS-89
em 22 de Janeiro de 1998.

| Posição                  | Tripulante | Duração          | Lançou na |
| ------------------------ | ---------- | ---------------- | --------- |
| Especialista de Missão 5 | David Wolf | 127d 20h 00m 50s | STS-86    |